# Patrick Manning
Patrick Augustus Mervyn Manning (17 de agosto de 1946 - 2 de julho de 2016) foi Primeiro-ministro de Trinidad e Tobago, e líder do Partido Do Movimento Nacional.
Foi Primeiro-ministro entre 1991 e 1995 e depois entre 2001 e 2010.

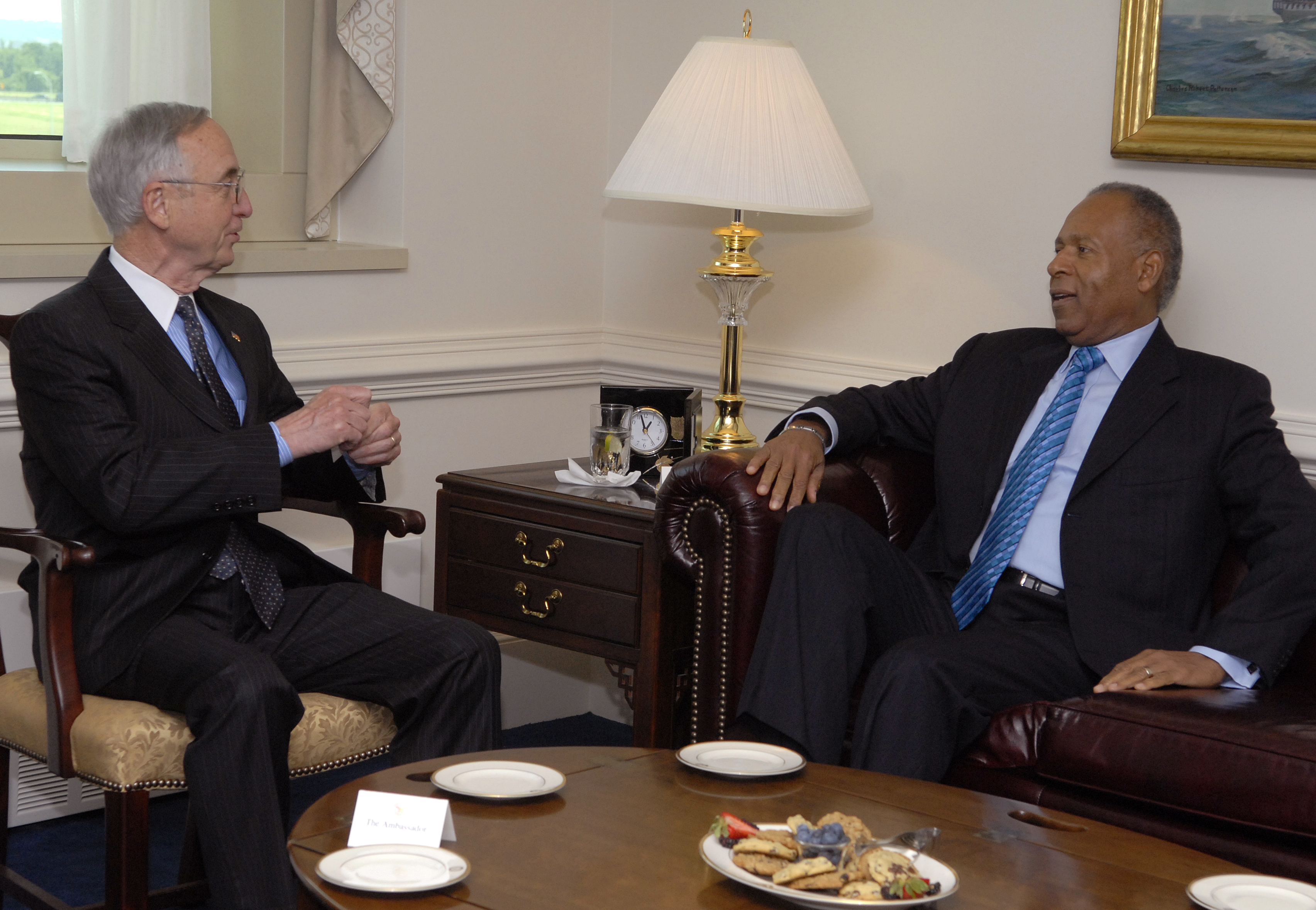
Gordon England,à esquerda,fala com o Primeiro-ministro de Trinidad e Tobago em uma reunião no Pentágono, 3 de outubro de 2008